# Vix (Vendée)
Vix ist eine französische Gemeinde mit 1.829 Einwohnern (Stand: 1. Januar 2022) im Département Vendée, in der Région Pays de la Loire. Vix gehört zum Arrondissement Fontenay-le-Comte und zum Kanton Fontenay-le-Comte (bis 2015: Kanton Maillezais). Die Einwohner werden Vizerons genannt.

## Lage
Vix liegt etwa 30 Kilometer westlich von Niort im Marais Poitevin. Der Fluss Sèvre Niortaise begrenzt die Gemeinde im Süden. Das Gemeindegebiet gehört zum Regionalen Naturpark Marais Poitevin. Umgeben wird Vix von den Nachbargemeinden Montreuil im Norden, Doix lès Fontaines im Nordosten, Maillé im Osten, Taugon im Südosten, Saint-Jean-de-Liversay im Süden, L’Île-d’Elle im Westen und Südwesten, Le Gué-de-Velluire im Westen sowie Velluire im Nordwesten.

## Bevölkerungsentwicklung
| 1846                       | 1901 | 1921 | 1962 | 1968 | 1975 | 1982 | 1990 | 1999 | 2006 | 2017 |
| 3130                       | 2505 | 1906 | 1517 | 1492 | 1521 | 1725 | 1670 | 1572 | 1702 | 1788 |
| Quellen: Cassini und INSEE |      |      |      |      |      |      |      |      |      |      |

(seit 1962 ohne Zweitwohnsitze)

## Sehenswürdigkeiten
- Kirche Notre-Dame de l’Assomption

## Persönlichkeiten
- Gaston Chaissac (1910–1964), Maler und Schriftsteller (in Vix begraben)